# Assassin's Creed II
Assassin's Creed II је награђивана историјско акциона авантура коју је развила фирма Ubisoft Montreal. Ово је друга игра у серијалу Assassins's Creed. Представља наставак догађаја из првог наслова серијала Assassins's Creed из 2007. године. Видео-игра је за конзоле објављена у новембру 2009, а за Windows платформу у марту 2010. Њен директни наследник, Assassin's Creed: Brotherhood, је објавњен у новембру 2010.

## Заплет
На почетку игре Дезмонд je joш увек заробљеник компаније Абстерго, али га ускоро спашава
Луси Стилман која је члан организације убица (Assassins). Она га упознаје са још двојицом убица: Историчарем
Шоном Хејстингсом и стручњаком за компјутере Ребеком Крејн. Дезмонд кроз Анимус 2.0 упознаје свог претка из Ренесансне Италије под именом Ецио Аудиторе да Фирензе (Ezio Auditore da Firence). Он је син богатог банкара који је био припадник организације убица. Након убиства свог оца, старијег и млађег брата, Ецио се свети и постаје убица.

## Новине
У овом делу игре играч може да рукује са више оружја него у првом делу. Играч може да посети ковача за куповину оружја, лекара за куповину лека и отрова, кројача за куповину одеће и продавца уметничких предмета како би повећао приход. У овом делу игре убица може да плива, што није било могуће у првом делу игре.